# Lázeňský mikroregion
Lázeňský mikroregion je svazek obcí (dle § 49 zákona č.128/2000 Sb. o obcích) v okresu Jičín, okresu Hradec Králové a okresu Trutnov, jeho sídlem jsou Lázně Bělohrad a jeho cílem je koordinování celkového rozvoje území mikroregionu na základě společné strategie a společná propagace mikroregionu v cestovním ruchu. Sdružuje celkem 23 obcí a byl založen v roce 2000.

## Obce sdružené v mikroregionu
- Borek
- Borovnice
- Červená Třemešná
- Choteč
- Lázně Bělohrad
- Lukavec u Hořic
- Lužany
- Miletín
- Mlázovice
- Nová Paka
- Pecka
- Rohoznice
- Stará Paka
- Svatojanský Újezd
- Šárovcova Lhota
- Tetín
- Trotina
- Úbislavice
- Úhlejov
- Vidochov
- Vřesník
- Zábřezí-Řečice
- Zdobín